# ボランティア

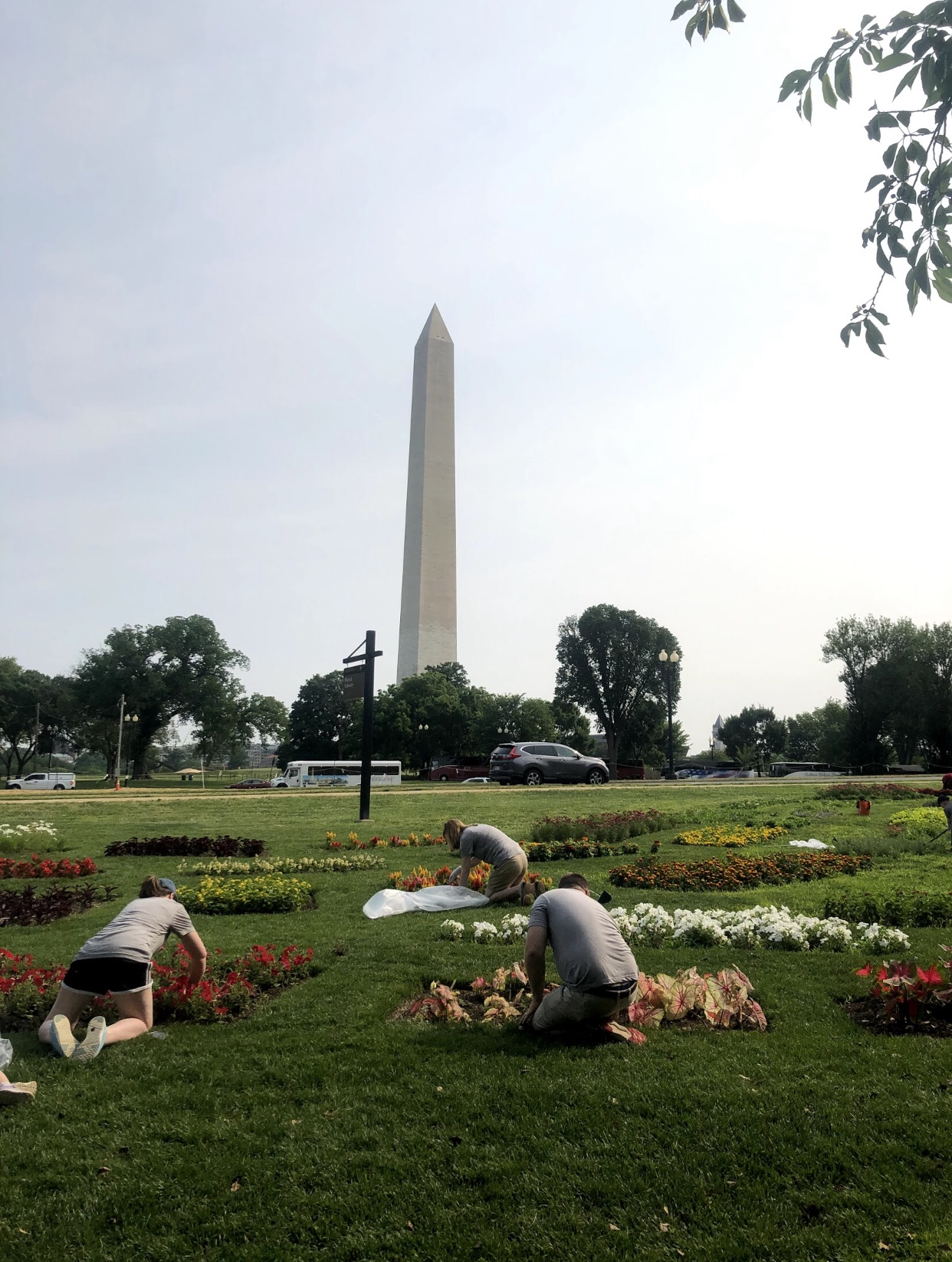
花壇の管理のボランティア

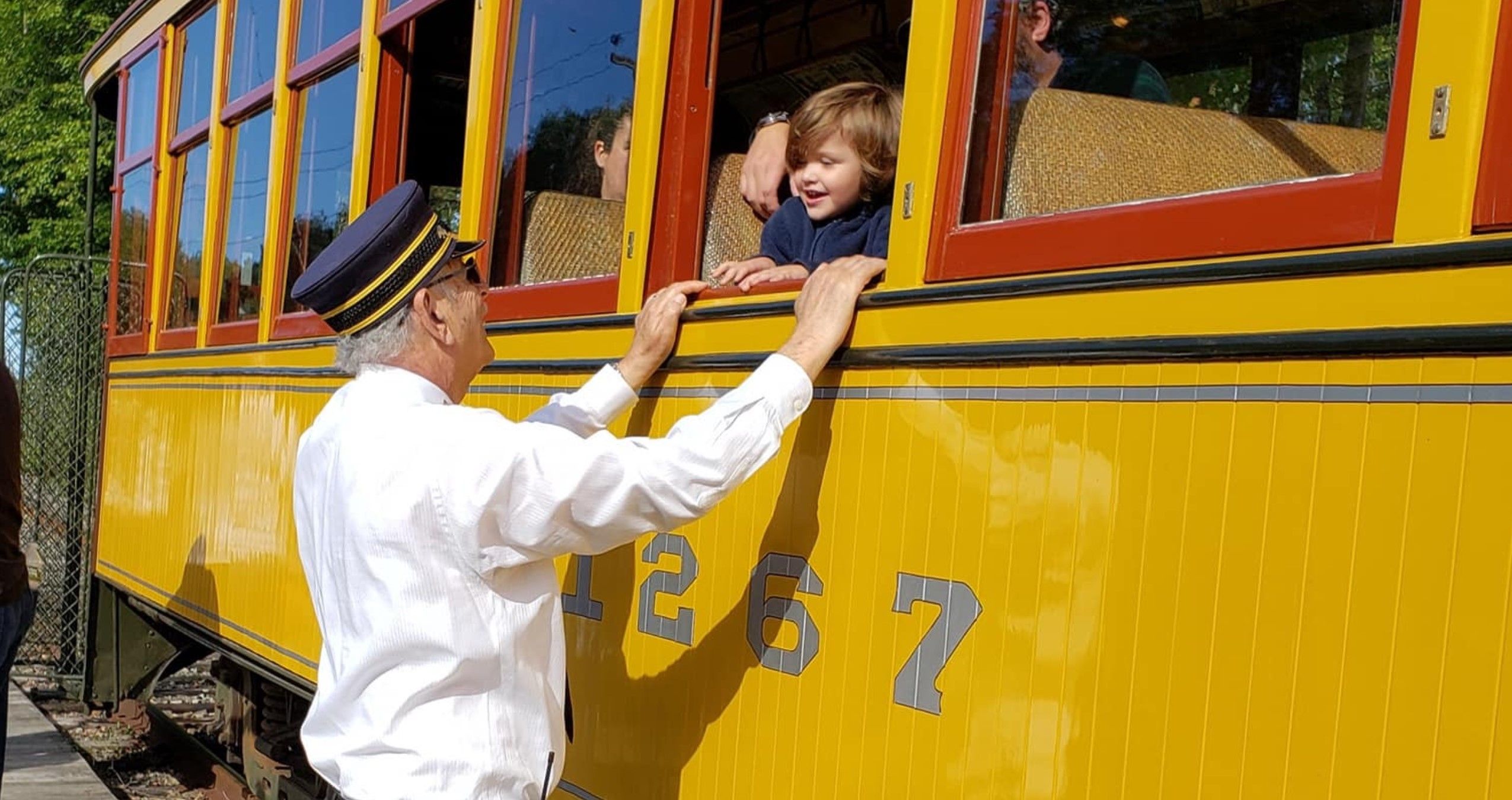
文化ボランティア。子供に微笑みかける鉄道博物館のボランティア

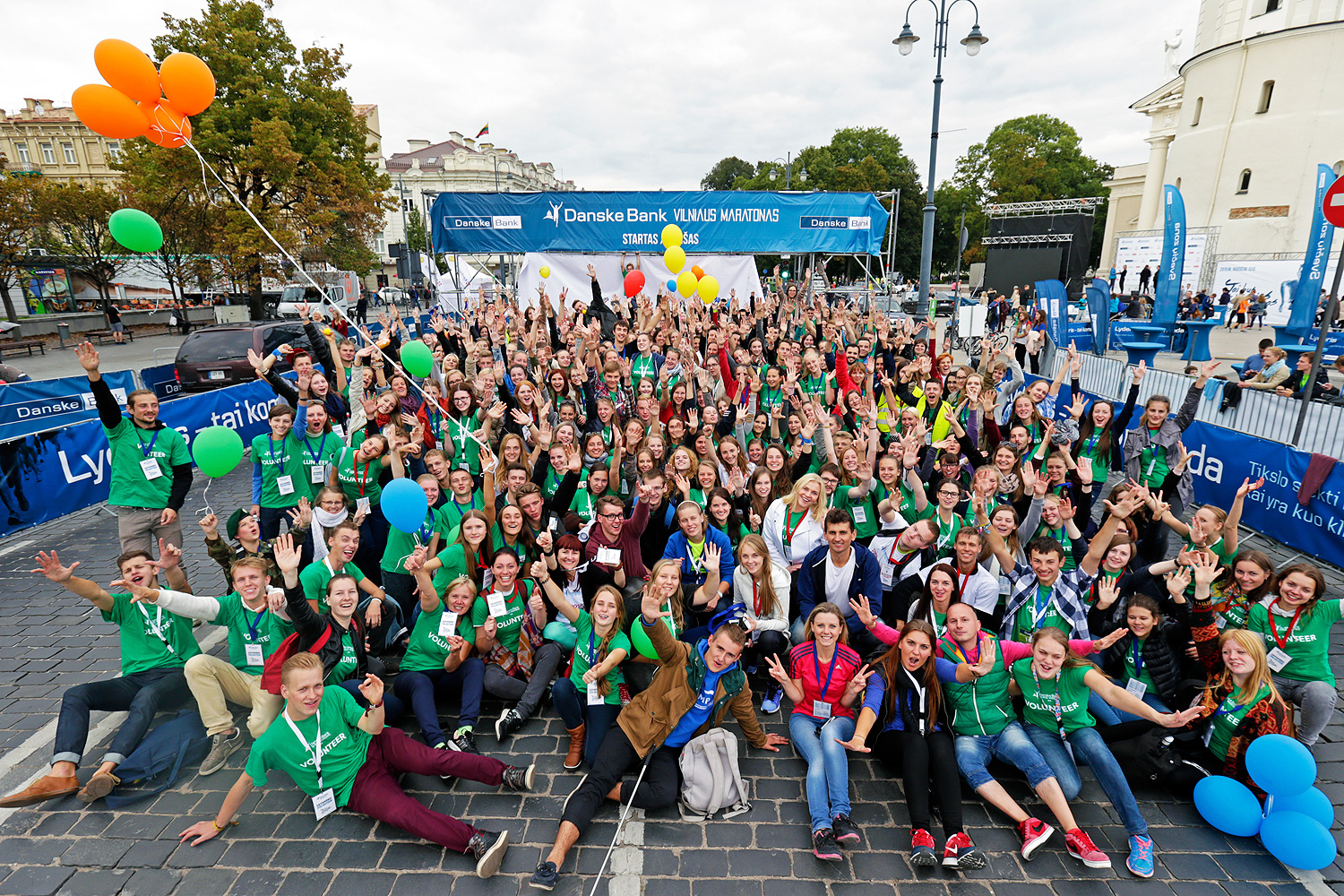
スポーツ・ボランティア。ヴィリニュスマラソンにて

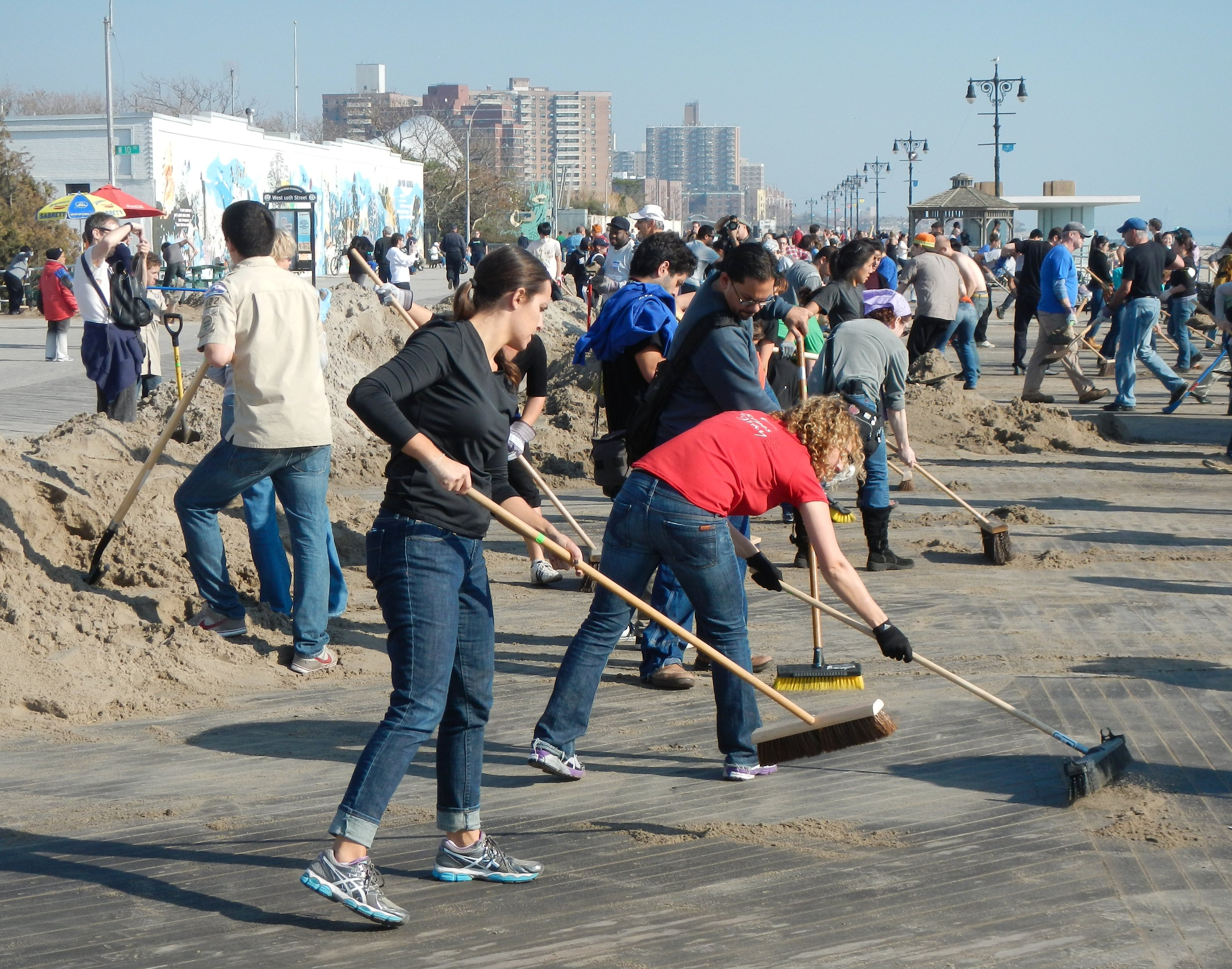
災害ボランティア活動。2012年のハリケーン・サンディの後、ボランティアがブルックリンの遊歩道を掃除している様子

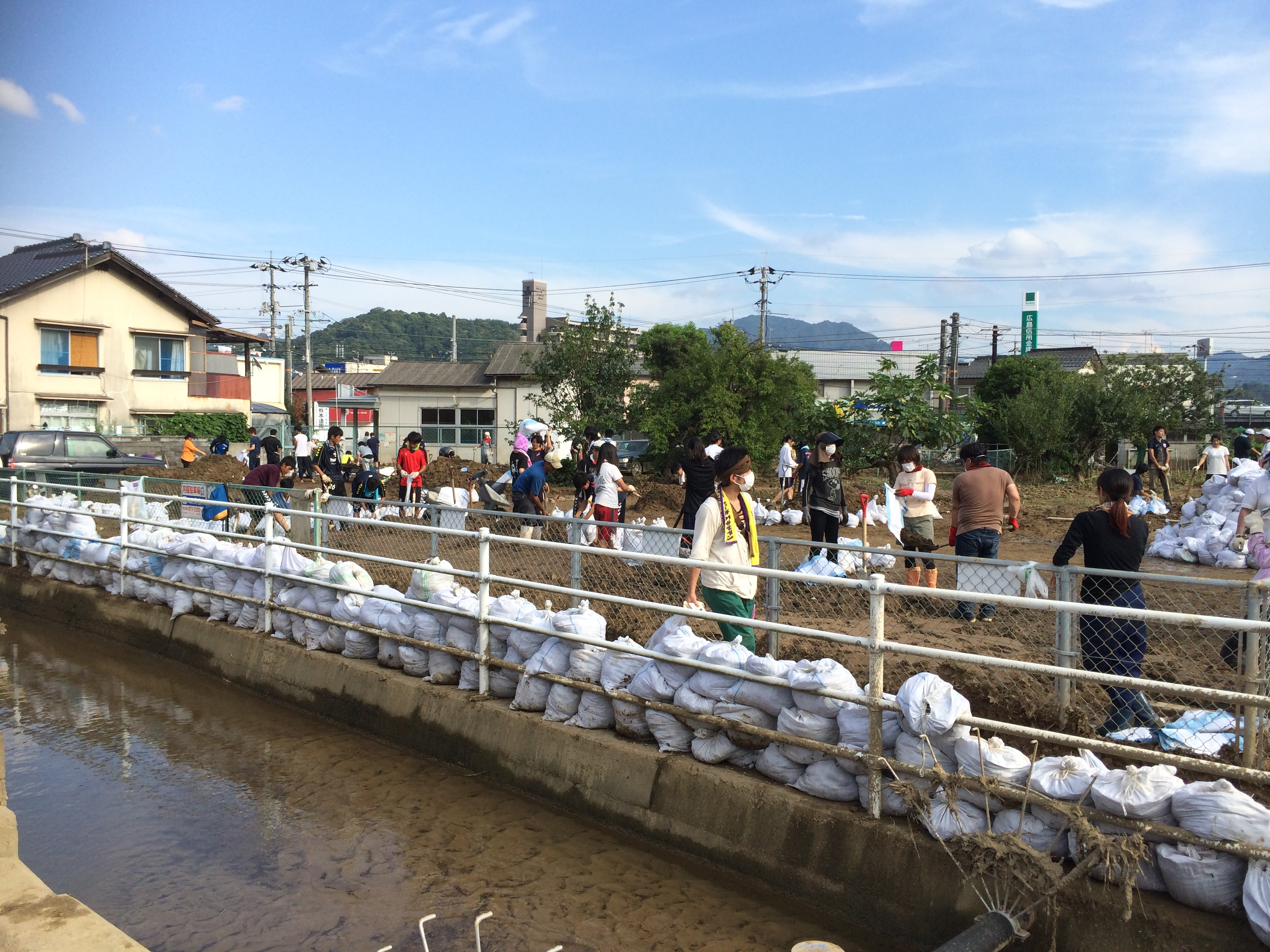
災害ボランティア活動。災害現場での土砂除去作業

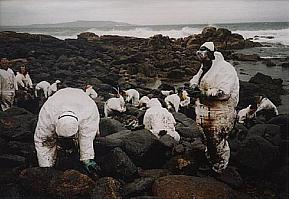
石油流出事故で汚染された海岸の清掃ボランティア

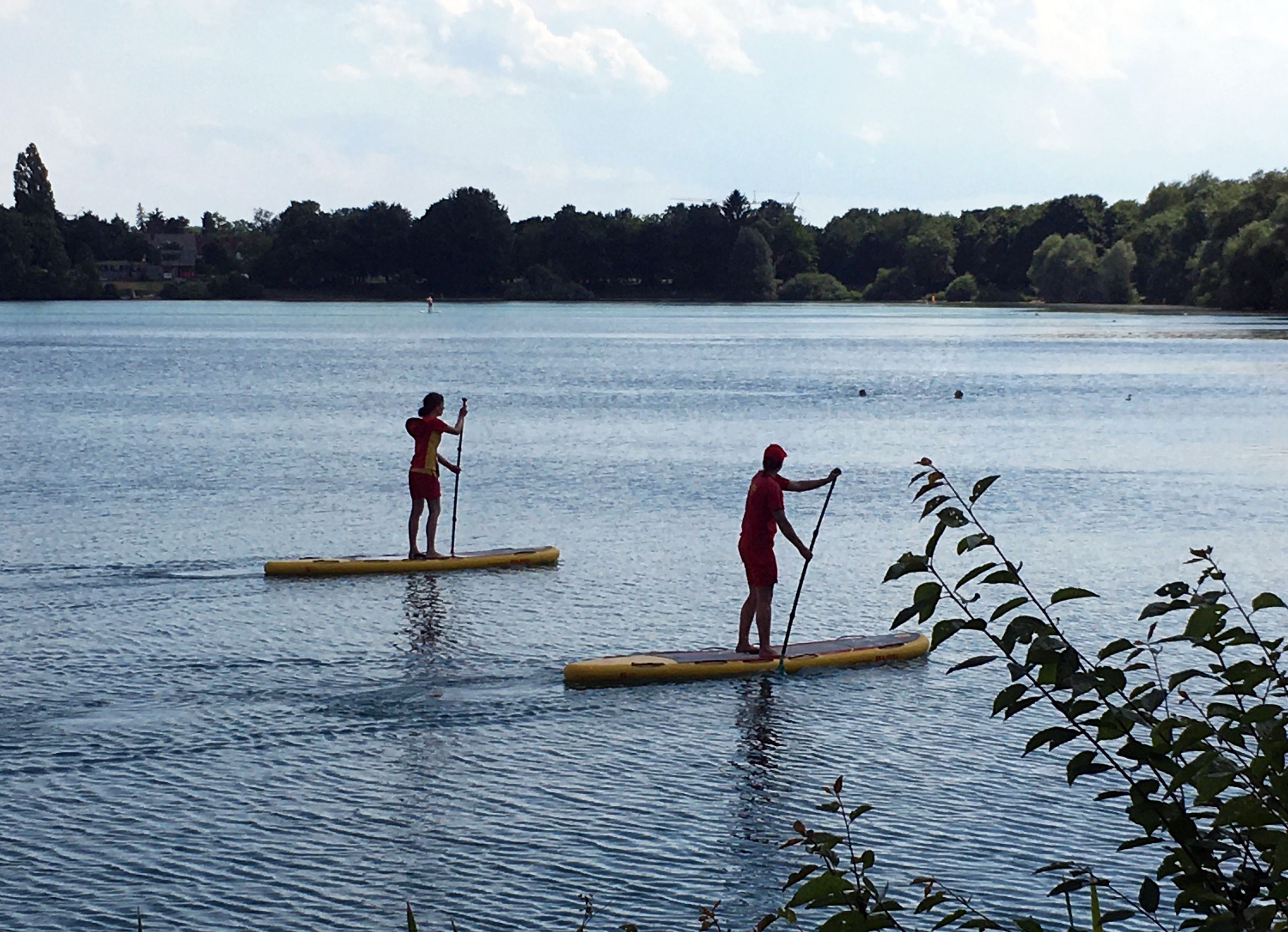
セミプロのボランティア：世界最大のボランティア水難救助組織であるドイツのDLRG(Deutsche Lebens-Rettungs-Gesellschaft,ドイツ救命協会)の訓練を受けたライフガードが、ミュンヘンの湖の公衆水浴場を巡回している様子。

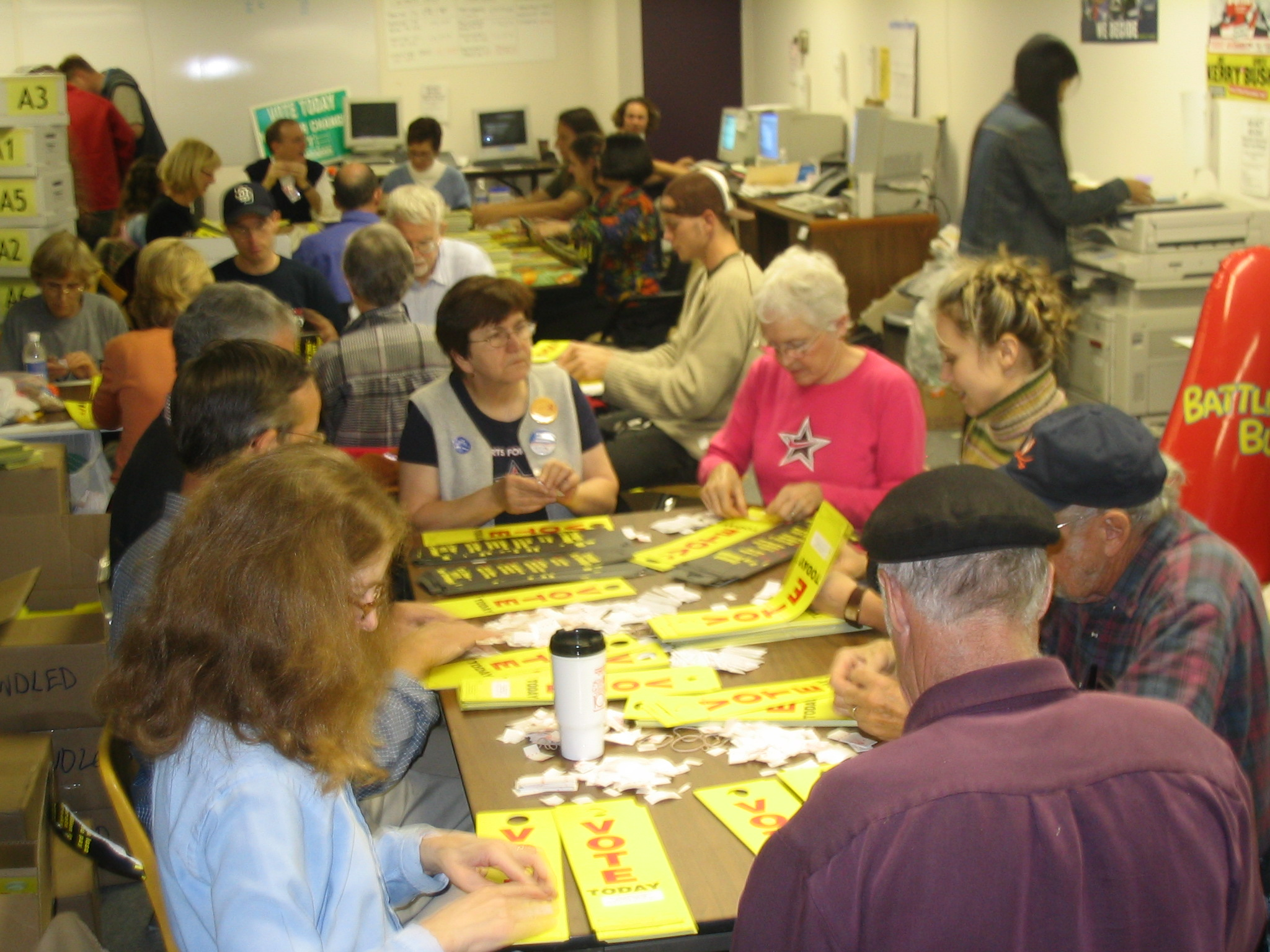
選挙運動のボランティア

ボランティア（英: volunteer）は、 自発的に、人が人として共に助け合って生きる社会をめざし、無償で自分の時間や労力を提供する行為。又はその無償労働者。人はボランティアと言い、活動のほうはボランティア活動とも言う。

## 概要
ボランティア活動は通常、《ボランティアの3原則》である自発性、社会性、無償性を満たしているものである。
1. 自発性 - 自由意志に基づいて行う｢自発的な活動｣であること。やる、やらないを当人が選べる状態でなければボランティア活動ではない。たとえば人から強制されたり脅されたり、やらざるを得ないような状況に追い込まれてやっていることはボランティア活動ではない。
2. 社会性 - 人が人として共に助け合って生きる社会をめざす｢社会的な活動｣であること[6]。人と人は対等である、という民主的な認識に基づいた行動であるべきであり[7]、「人に上下がある」などという間違った観念を持って、「ボランティア活動をしている自分が上で、受ける相手は下だ」などと考えて相手を見下したり、逆に、「ボランティア活動をしている自分が下で　受ける相手が上だ」などと自己卑下をするのは、ボランティア活動としては不適切である[7]。わかりやすい日本語で簡潔に言うなら、「おたがいさま」や「困った時は、おたがいさま」の精神に基づいた活動であるべきである[7]。
3. 無償性 - 原則として、ボランティア活動そのものに対する対価（お金）は受け取らない。ただし、活動するのに必要なお金、たとえば現場に行くための交通費などは"実費の弁償"としていただいても大丈夫である[6]（交通費の実費を受け取っても、ボランティアから見ると、交通費に関して差し引きゼロで、金銭的に全く儲けてはいない。交通費よりも価値のある《時間》と《労力》を無償で提供しているのであれば、立派にボランティアである）。

### 語源
ラテン語動詞「volo（ウォロ、「欲する」「求める」「願う」の意味）」）から副詞形voluntate（ウォルンターテ「自ら進んで」）、名詞形 voluntas（ウォルンタース）を経て英語の volunteer となった。英語の volunteer の語の原義は十字軍の際に「神の意思」（voluntas）に従うひとを意味した。すなわち志願兵である。
ボランティアの「義勇兵」「志願兵」を意味する起源は、古代ローマ時代の「奴隷兵」にさかのぼれるとされる。なお、古代ローマ帝国とカルタゴが戦ったポエニ戦争の際、名将ハンニバルに大敗した古代ローマ帝国が奴隷の身分から解放する制度を導入した際に志願した奴隷を volo（ウォロ）、複数形ではvoluntrii（ウォルンタリー）と呼称した。

### 現在の定義
ボランティア活動とは、「無償」「対価がないこと」であることが定義に含有されている。ケンブリッジ英英辞典ではボランティア(volunteer)とは「報酬を得たり強制されずに、快く、自発的に何かをする人、特に他者を助ける人」と解説している。1919年にイギリスで設立され、イギリス政府・欧州連合・その他団体に対して、会員および広範なボランティア部門の意見を代表担当し、国内民間非営利団体の統括団体であるNational Council for Voluntary Organisations(NCVO。国立ボランティア組織協議会または全国ボランティア団体協議会)も、「ボランティアとは、他人のために無給で時間を費やすことである」と定義している。米国労働省による「ボランティア活動」の定義(Definition)とは、「提供したサービスに対する報酬の約束や期待、または受領なしに、市民的・慈善的・人道的な理由で組織のために行われるサービス時間」である。

## 種類
- 地域づくり、地域おこしボランティアは地域の環境の向上や地域の活性化を目的としたボランティア活動である。ボランティア活動の内容としては、環境整備、地域の行事の運営などがあり、たとえば、遊歩道などの花壇の管理、地域イベントの運営や運営補助などがある。ボランティアにとっては自分が住む地域での活動なのでモチベーションが上がりやすく、居住地から活動場所が近いことも多く、参加しやすいことが特徴である。[14]。町で行う場合は、まちづくり・まちおこしボランティアなどと呼び、村で行う場合は村おこしボランティアなどと呼ぶ。

- 文化ボランティアは、人々が文化に親しめるようお手伝いをするボランティア活動である。たとえば博物館、資料館、記念館、動物園、水族館などで無償でガイドの役をつとめたり、展示品の監視役をしたり、体験学習やワークショップの補助をしたり、資料・図書の整理・修理をすることである[15]。

- スポーツ・ボランティアは、報酬を目的としないで、地域のスポーツクラブやスポーツ団体の運営や指導活動を日常的に支える活動や、また地域スポーツ大会や国際競技大会などが開催される際に専門的能力や時間などを進んで提供したり大会の運営を支える活動のことである。

- 災害ボランティア活動は、大規模な自然災害が発生した際に、見返りを求めず、自発的に行う被災地への支援活動[16]。たとえば、がれきの撤去や分別、泥だし・室内清掃、炊き出し、写真洗浄、避難所運営補助、災害ボランティアセンター運営の手伝い、被災者の言葉に耳を傾ける傾聴活動などがある。また被災地から発信される「今 必要な物。送ってほしい物」の情報に応えて支援物資を受付センターに向けて送ることや、あいにく時間や労力は提供できないがお金なら提供できるという人が支援金や義援金を寄付することも広い意味でのボランティア活動である。

- ボランティア活動は無償が基本だが、一部には生活費や奨学金の形で報酬を提供する有給や有償のボランティアもある。これらは英語では「Paid Volunteer(有償ボランティア)」と区分する[17][18][19][20][21][22]。国際機関の傘下でボランティアする際には、他国に住んでいる間は住居費や旅費を負担してくれるケースもある。なんのために有償ボランティアがあるのかというと、退職済又は無職で関心のある組織へ自己スキルを共有したいと考えている人、ボランティア活動をしたいが生活費を支払うために稼ぎが必要である人、ボランティアを有給フルタイム職に変えたいと考えている人、この3種の人々のためにある[18]。

- 企画者が営利を得ようとして（すなわち、儲けようとして）商業的に組織して行っているものは、商業ボランティア(commercial volunteering)と呼ばれる[23][24][25]。だが、これには問題点が多い。→#課題・問題

- 選挙期間中に、特定の候補者などを応援しようとして、無償で応援活動（たとえば各戸の訪問やビラ配りや選挙カーに同乗して市民に対して笑顔で手を振ること、選挙事務所の電話番や事務の手伝いをすること　等々）を行うことは選挙ボランティアと言う。公職選挙法で候補者からお金を受け取ってはいけない、受け取れば候補者が「公職選挙法違反」として失格となる、と定められているので、無償で行う必要がある。

志願兵との区別
なお現在でも「ボランティア(volunteer)」は志願兵の意味でも使用されることがあるので、両者を混同しないようにする際には、兵のほうは「military volunteer(ing)」と表記する(volunteering参照)。徴集兵を意味する英語(forced,drafts) とは対義の関係にある。

## 世界各国のボランティア

### 米国

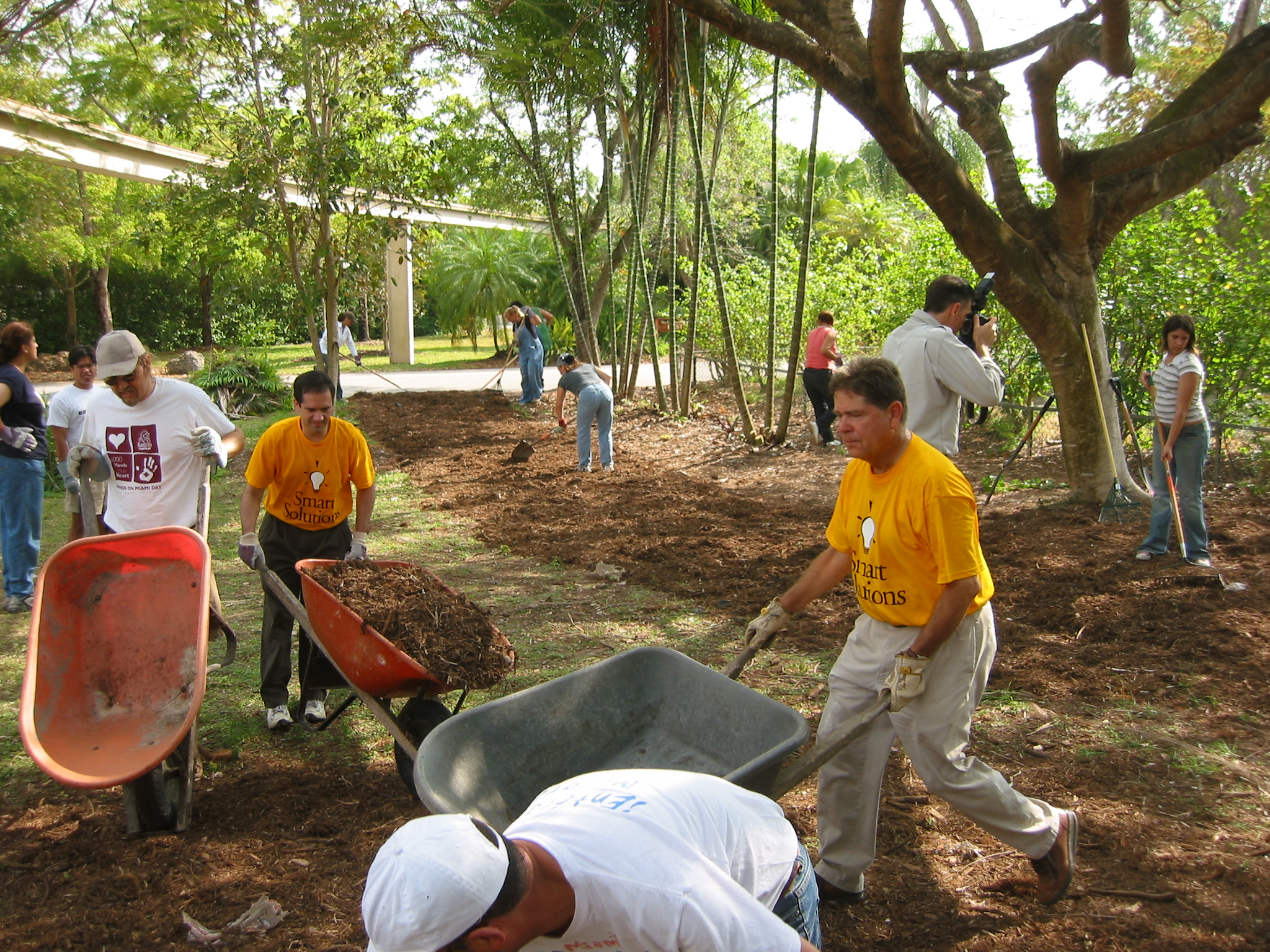
米国での動物園ボランティア

ハーバード大学によると、ボランティア活動は喜びを高めるのに有効であると推奨している者もいる。また、ノースカロライナ大学チャペルヒル校の研究者は、ボランティア活動などの親社会的な活動は、魅力を高めるのに有効であると推奨している。超高齢社会に向かいつつある社会背景の中で、アメリカ合衆国では定年退職者や高齢者の社会参加の一環として、若者の開発途上国でのボランティアを平和部隊として組織した先例に倣って、高齢者が学校や障害者、引きこもりの児童などに社会的なボランティアを展開するのをアメリコー（AmeriCorps、アメリカ部隊）と名づけて、アメリカ合衆国連邦政府から経済支援を与えることにした。
アメリカ合衆国では、州によって高校生・大学生の時期に、5,000時間ほどボランティアに従事すると、就職のためのキャリア形成につながるというシステムがある。ボランティアを募集する機関と、ボランティアをしたことを認定する機関や認定資格者が制度的に確立し、一定の活動条件を満たした場合には本人にボランティア認定証が発行される。

### イギリス
1948年にイギリスで開催されたロンドンオリンピックがオリンピックボランティアの始まりである。2012年夏季ロンドンオリンピック・パラリンピックでは開催の2年前である2010年9月から募集が開始され、応募してきた24万人の中から書類選考などを経て最終選考に残った8万6000人に対して面接が行われ、その中から審査に合格した約7万人が参加している。ラフバラ大学 Globalization and Sports 修士の川部亮子はイギリス国内でスポーツに関連するボランティアのイメージが大会前より身近になったことを評価した一方で、興味を持ってボランティアに応募したのに、審査に合格出来なかったために活かされなかった人々が沢山いたことを指摘している。

### オーストラリア
2000年夏季シドニーオリンピックでは5万人のボランティアが参加した。自らシドニーの事務局に自己アピールをしてボランティアに選ばれたというオーストラリア国外からのボランティア参加者も少なからずいたと報道されている。大学院在学中に日本から参加した女性はオリンピックボランティアについて非日常空間として、「学校に通ったり、仕事をしたりしている中では味わえない経験が出来た」「1カ月間お祭りをやっている空間に当事者の人としていられるのは、ものすごく刺激的な経験」と述べている。シドニーオリンピックのボランティアの年齢構成については大学生を中心に若年層とリタイア世代の高齢者が多かったと明かしている。

### ロシア
ロシアで開催された2018 FIFAワールドカップのボランティアの活躍でロシアの印象が前後で一変したと評価されている。現地取材した記者は頼りになるボランティアスタッフの存在の大きさを指摘している。大学生を中心としたロシアのボランティアスタッフがスムーズな英語を話せたこと、スタジアムだけでなく鉄道駅や空港、繁華街などでの積極的なサービスが印象的だったと述べている。

### 日本
2012年に厚生労働省が日本国内のボランティア活動者を対象として実施した調べでは、最大のボランティア人材源となっているのは主婦層および高齢者層である。
日本政府は政府広報オンラインというサイトで「被災地を応援したい方へ　災害ボランティア活動の始め方」というページを設置している
日本での歴史
1995年の阪神・淡路大震災で全国から大勢のボランティアが被災地に駆けつけたことから、「ボランティア元年」と呼ばれる。震災が起きた1月17日を「防災とボランティアの日」としている。東日本大震災で罹災した男性が、恩返しとして災害ボランティア活動に参加するようになり、熊本地震・西日本豪雨・北海道胆振東部地震の復興に助力している。このように、被災した過去のある人々が恩返しとして、他の被災地でボランティア活動や支援活動に参加する動きが、日本に広がっている。
逸話
「ボランティア」「NPO」という用語を、2002年1月18日に角川書店（現在の株式会社角川グループホールディングス）が商標登録の出願をし、一旦2003年4月25日に登録されたが、2005年5月10日に商標登録を取り消された。
| 災害             | 人数    | 集計期間                     |
| ---------------- | ------- | ---------------------------- |
| 阪神淡路大震災   | 138万人 | 1995年1月 - 96年1月          |
| 新潟県中越地震   | 008万人 | 2004年10月23日 - 05年3月31日 |
| 新潟県中越沖地震 | 003万人 | 2007年7月 - 12月             |
| 東日本大震災     | 102万人 | 2011年3月 - 12年3月          |
| 広島土砂災害     | 004万人 | 2014年8月 - 12月             |

## 課題・問題

### ボランティアツーリズムの問題
ボランティア活動と観光を兼ねた旅行を指す「ボランティアツーリズムという用語がある。これは(ボランティア観光( Voluntourism)」とも呼ばれており、受ける側にとっては屈辱的であると指摘され、商業・非商業を問わず「ボランティア活動を旅行体験として市場化することを体現している」と皮肉られている。ボランティアツーリズムに関しては、異国情緒ある国々を旅行する観光パッケージとなっていること、非倫理的ボランティア団体が大金を稼いだり、発展途上国の貧困を悪用していることに批判がある。インディペンデント紙は安易な国外ボランティア・ボランティアツーリズムを批判している。英国の大手慈善団体は、利他的な旅行者は、動機の善悪を問わず、最終的には受け入れ先コミュニティに害を及ぼし、現地の児童虐待を助長する可能性さえあると警告している。慈善団体のエグゼクティブディレクターであるマーク・ワトソンは、他者を助けたいという願望自体は称賛するが、あまりにも多くの商業ボランティアが結局、援助を提供する側と、援助受けるべき人々の双方がボランティア活動を悪用する状況になったと明かしている。

### 阪神・淡路大震災での観光気分のボランティア
兵庫県西宮市の市議会議員（当時）の今村岳司は自身のブログに（もしも今村が嘘ではなく、本当のことを言っているとしたら、という仮定の上だが）、東日本大震災のテレビ放送を視聴したことをきっかけにして、1995年の阪神・淡路大震災での被災時に見たボランティアの姿を思い出し、阪神・淡路大震災の際にやってきたボランティアたちは、汚れ仕事やしんどい仕事は何かと言い訳してやらず、ボランティアで集って楽しそうに親睦を深め合っており、おまけに被災者を「惨めな被災者」として扱う者がいて、被災者であった今村は屈辱感を感じさせられた、という趣旨のことを書いた。何日かするうちに避難所のリーダーが怒鳴り散らして自己満足的なボランティアを追い返してくれたが、屈辱感は消えなかった、という。
今村岳司は根に持つタイプの人格らしく、その時の屈辱感を根にもってしまい、憎悪や恨みの感情にまでなってしまい、そうしたボランティアを「観光気分で来た自分探し」「ただの野次馬観光客」「人から感謝されることを楽しみにやってきただけ」とまで批判し、さらに「部隊の指揮下で日本のために自分を犠牲にできる人だけが、「ボランティア＝義勇兵」として現地入りすべき」だとまで主張し、とうとうボランティア活動を否定するまでになってしまった。（今村は2014年から虚偽発言が多く、その後も問題発言、極端に感情的な発言が非常に多い政治家だということは考慮して、ブログの文章を理解する必要がある。接し方ひとつで、長年にわたり、これほどまでに人を恨んで憎む人がいる、ということに関する良い事例ではあり、ボランティアにとっての"課題"のひとつである）。
なお偏った感情的な発言だけを掲載しておくと誤解が生じてしまうので、その後の日本のボランティア活動の変化に関する補足情報も掲載しておくべきだが、阪神・淡路大震災の年は「ボランティア元年」と呼ばれており、日本でボランティア活動がまだ十分に整備・組織化されていなかった年なので、このような不幸なことが今村の周囲でたまたま起きたが、その後、日本でボランティア活動を統率する組織が増えて充実し、課題も共有され、現地入りするボランティアに対しては被災者への接し方などの指導も事前に行われるようになっており、今村が経験したかも知れない（あるいは、そうではないかも知れない）ような経験をする人は減っている。

### 道路の復旧前の判断
2024年1月の能登半島地震では、道路崩落や海岸地盤隆起により道路が破壊されてしまい、現地入りルートが限られ、自衛隊などプロ支援組織以外が集まることが渋滞の原因となった。多くの支援物資を積載した自衛隊などの災害支援車両が一般車両の渋滞に巻き込まれる事態も起きた。石川警察は同月4日朝から、被災地方面へ向かう車の量を抑えるための措置を取った。輪島市でも2024年1月6日時点では地震被害により各種インフラが整っていないため、ボランティア等で大勢の方が来られると混乱を招き2次災害につながる危険がありますので、現時点ではボランティアの受付はしておりません」と受け入れ体制が整うまで待つように告知した。 。